# Katastrofa kolejowa w Sainthii
Katastrofa kolejowa w Indiach do której doszło 19 lipca 2010 roku na stacji kolejowej w miejscowości Sainthia we wschodnich Indiach. 
Do katastrofy doszło około 2:00 czasu lokalnego na stacji kolejowej w mieście Sainthia około 200 kilometrów od Kolkaty nieopodal granicy z Bangladeszem. W pociąg stojący przy peronie uderzył jadący z dużą prędkością ekspres. Świadkowie zdarzenia próbowali ratować uwięzionych we wrakach jeszcze przed pojawieniem się na miejscu ratowników z ciężkim sprzętem. Według zeznań wynika, że służby ratownicze przybyły na miejsce po około 3 godzinach od chwili zderzenia. W katastrofie zginęło łącznie 66 osób. Wiele osób było uwięzionych we wrakach obu składów.
Koleje Indyjskie należą do najniebezpieczniejszych na świecie. Infrastruktura kolejowa jest przestarzała, co mogło być jedną z przyczyn wypadku. Minister kolejnictwa Indii, Mamata Banerjee nie wyklucza również aktu sabotażu, gdyż takowy zamach miał miejsce dwa miesiące wcześniej – sprawcami katastrofy ekspresu w Gyaneshwari byli prawdopodobnie maoistowscy rebelianci.